# 佐藤宣彦
佐藤 宣彦（さとう のぶひこ、1952年8月28日 - ）は、日本のギタリスト、シンガーソングライター、作曲家、音楽プロデューサー。京都府出身。

## 来歴
- 1977年 - つのだ☆ひろ作詞・作曲による「バカさ君は」でデビューしたHURRICANEにギタリストとして参加。
- 1978年12月 - HURRICANE、新宿ロフトにて解散コンサート。
- 1982年 - シングル「EVERY NIGHT AND DAY」でソロ・デビュー。
- 2004年 - 関雅夫らとMARICIを結成。

## 楽曲提供

### 作曲
- 大西結花「MIDNIGHT TV（作詞：朝野深雪、編曲：月光恵亮）」
- 荻野目洋子「プレイ・ボーイ（編曲：月光恵亮・須貝幸生・神長弘一）」
- KaNNa「あしたになぁれ」
- 後藤一機「抱きあうほど」「おまえの涙」
- 少年隊「19 TIMES」
- PASSENGERS「CAT SCRATCH FEVER（編曲：PASSENGERS）」「Bonnie（編曲：PASSENGERS）」
- 原田芳雄「Color Me Right（作詞：ちあき哲也）」
- Be-B「憧夢～風に向かって～」「Forever Friend（作詞：中山加奈子）」「間違いに気づいても」「世界で一番悲しい夜を越えて」

「あなたよりあなたを知ってた」「なんで!?」「NEXT、編曲：島田昌典」「LA VIE EN ROSE」「SUKIが続くように」
- 水島裕「風のテラス」「ミッドナイト・クローズ」
- 森下玲可「 大胆不敵～ピンチがチャンス～（編曲：神長弘一・前野知常）」「あなたに逢いたい（編曲：神長弘一・前野知常）」「海まで行こうよ（作詞：田村直美、編曲：前野知常）」
- 雪丸美歩「見つめ続ける勇気」
- 横関敦「When She's Gone」

### 作曲・編曲
- AI-SACHI「BEFORE DAWN」「二つの勇気」
- 麻倉未有「VOICE TO LOVE（作曲は麻倉未有と共同）」「ミリオン・キスをもう一度（作曲は麻倉未有と、編曲は平田文一と共同）」「PLEASURE」「しっかりしなきゃ（以上、作曲は麻倉未有と、編曲は鷹羽仁と共同）」
- electric combat「I wish」
- 小幡洋子「I'm a Girl」
- Cronus「一卵性恋人（作曲は吉田匠と共同）」「美しい世界（作曲は吉田匠と共同）」「Etarnal Dreamer（作曲は吉田匠、深田太郎と共同）」
- 後藤一機「PAINTER（作曲は後藤一機と共同）」「HOT LOVE TONIGHT」「愛してるって言えない俺なりの愛し方」「愛しのジャーニー」
- 佐久間学『NINETEEN BLUE（作曲は佐久間学と共同）』
- SHAZNA「Love is Alive（SHAZNAと共同）」
- Zillion SONIC「Over Again」
- SPYKE「SHE MAKES ME SO BAD」
- 高橋克典「抱きしめたい」「Revolution Game」「Jerrybeans」「逆光線に射ち抜かれて」「HEARTBEAT CITYつき抜けて」「RECKLESS」「FOR YOU ～哀しい夢に目覚めるとしても～（以上、高橋克典との共同作曲）」「SPIRAL STEPS」「NOWHERE TO RETURN」「夜に落ちても」「IN MY LIFE」「愛なきジェネレーション 」
- D-SHADE「Colors（作曲はYOSHIHIROと、編曲はD-SHADEと共同）」
- MASCHERA「to fly high（作曲はTAKUYAと、編曲はMASCHERAと共同）」『iNTERFACE（作曲は各メンバーと、編曲はMASCHERAと共同）』
- 水島裕「そしてLove Me Do」「Wrong End」
- YOCO & LOOK OUT「赤い糸のDestiny」
- LINDBERG「Easy Go Easy Love」「JUMP」「My Little Nancy（作詞：朝野深雪）」「きみにできるすべて」

### 編曲
- ACID LOVE「逆転! Love Sensation」
- AURA「SMILE&SMILE（AURAと共同）」
- 小幡洋子「WANNA BE」「BLOODY RUNNER」「KICK START」
- カブキロックス「虹の都」「千両役者」「夢旅人（以上、カブキロックスと共同）」
- 黒夢「NITE & DAY」「Spray」『Drug TReatment（以上、黒夢との共同）』
- KENZI「Happy New Age（KENZIと共同）」
- 小坂由美子「永遠の孤独」
- Psycho le Cemu「Sky-High（Psycho le Cemuと共同）」
- 佐久間学「雨の遊園地」
- ZIGGY「GLORIA」「I'M GETTIN' BLUE」「La Vie en Rose」『Goliath Birdeater』「Without…」
- SHAZNA「すみれ September Love」「White Silent Night」「PURENESS（以上、山口一久・SHAZNAと共同）」
- SHADY DOLLS「裸の詩」「That's Life（SHADY DOLLSと共同）」
- Zillion SONIC「EMERALD（Zillion SONICと共同）」
- ZNX（全曲、松尾宗仁と共同）
- 鈴木康博「愛は消せない」「最後の夜明けから」「愛を見せて（以上、鈴木康博と共同）」「五時半の電車」「もう一つの顔」「そして空が泣きだした（以上、鈴木康博・鷹羽仁との共同）」「燃ゆる心あるかぎり」
- SPYKE「Vision of Life」「見せかけだけの強さなんて」「君は涙を武器にして」
- 高橋克典「スローダンスは夢の中で」「月のかけら 」
- 長州力 「明日の誓い」
- DOG FIGHT「激しい雨に打たれて」「この夜の向こう」「終わりなき明日へ（以上、DOG FIGHTと共同）」
- La'cryma Christi「With-You（La' cryma Christiと共同）」
- Laputa「揺れながら…」「meet again（奈良敏博・Laputaと共同）」
- LINDBERG「BAD IN BED」「TAKE ME HIGH（以降、LINDBERGと共同）」「E.F. Funny Face」「I'm On Your Side」「Heart Voice」「10セントの小宇宙（ゆめ）」「負けないでよ Take My Heart」「Big Town」「君につづくHISTORY」「PARADOX」「Keep On Smile」

## ディスコグラフィ

### シングル
1. EVERY NIGHT AND DAY（1984/08/21）

### アルバム
1. NOV（1984/11/21）
2. SPANISH HARLEM NIGHT（1987/10/21）
3. TURNING POINT（1990/10/21）
4. タワー（2013/04/08）
5. HEARTFUL　～あらかじめ失われた愛を求めて～（2016/04/22

## 受賞歴
・2022年 映画音楽担当「お雛様のヘアカット」（監督 溝口稔）
（インド）ロイヤル協会テレビ&映画賞（6月度マンスリーセレクションでBest Film Score – Soundtrack（最優秀音楽賞）を受賞
（マレーシア）ニティン国際映画祭（6月度マンスリーセレクション短編映画部門）の最優秀音楽賞を受賞
（シンガポール）シンガポールワールド映画祭（World Film Carnival - Singapore）批評家選出音楽賞、ニューヨークムービーアワード映画音楽特別賞を受賞